# 埃奇菲尔德 (路易斯安那州)
埃奇菲尔德（英語：Edgefield），是美国路易斯安那州下属的一座村镇。根据2010年美国人口普查，该市有人口218人。建置上，属于“village”。